# Kleiner Gelbstern

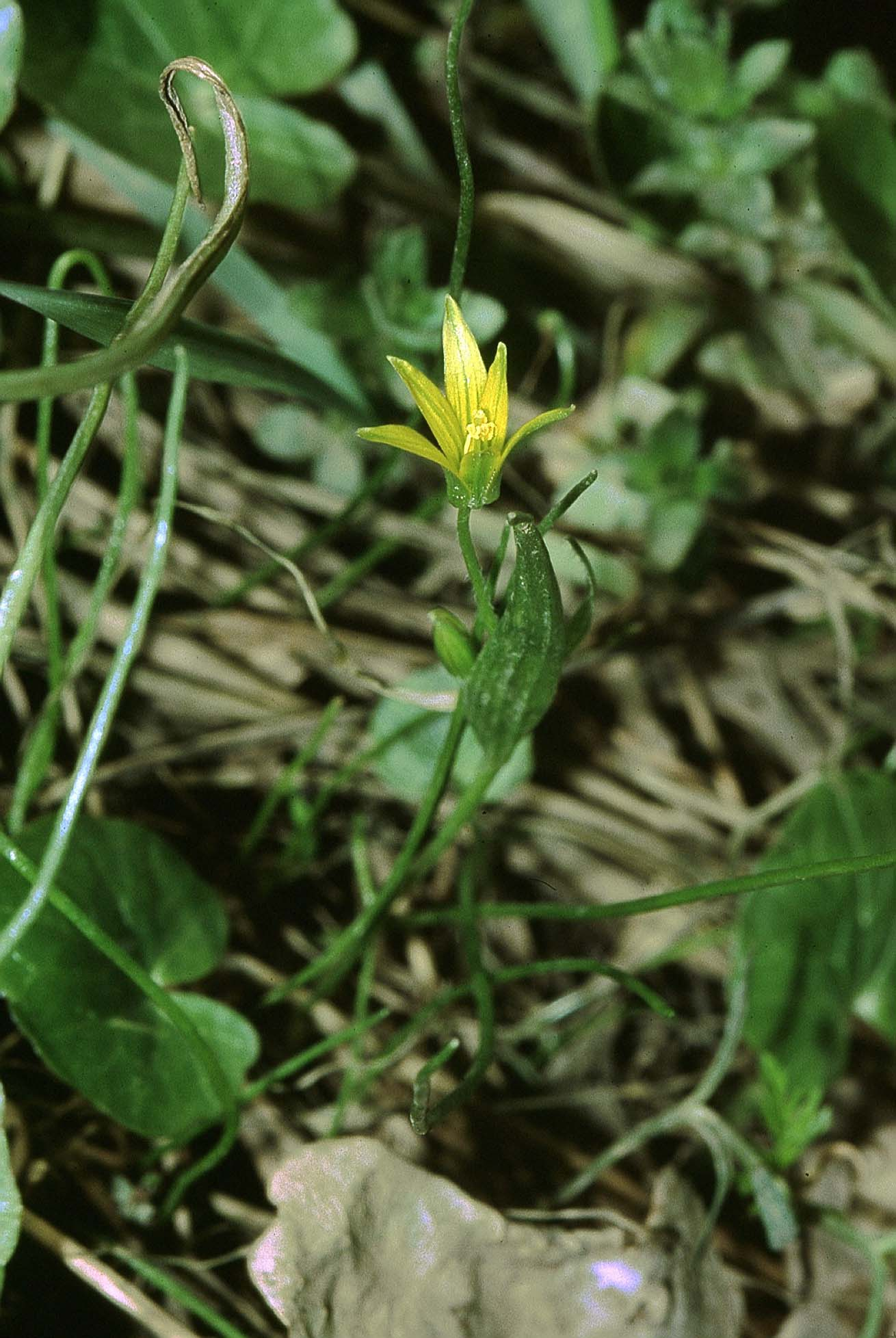
Kleiner Gelbstern

Der Kleine Gelbstern (Gagea minima), auch als Zwerg-Gelbstern bezeichnet, ist ein in Mitteleuropa sehr selten vorkommender Angehöriger der Liliengewächse (Liliaceae).

## Erscheinungsbild
Die ausdauernde krautige Pflanze erreicht eine Wuchshöhe von 7 bis 15 cm. Von anderen Gelbstern-Arten unterscheidet sich Gagea minima unter anderem durch die allmählich zugespitzten Perigonblätter. Die ganze Pflanze wirkt zart und schmächtig. Sie besitzt zwei, unterschiedlich große, von einer gemeinsamen Haut umschlossene Zwiebeln. Daraus wächst ein einziges, 1 bis 2 mm breites, grundständiges Laubblatt, das flach oder schwach rinnig geformt und hellgrün gefärbt ist, es besitzt keine "Kapuzenspitze". Am Grunde ist es oft rötlich überlaufen und es erreicht eine Länge von bis zu 16 cm. Die Jugendblätter nicht blühender Pflanzen sind stielrund geformt und weder kantig noch gerillt. Die oberen Stängelblätter sind klein und linealisch geformt. Nur das unterste ist größer, scheidenförmig, lanzettlich und bis zu 8 mm breit.
Der Blütenstand ist ein- bis siebenblütig. Die langgestielten Blüten entspringen zwei blattartigen Hochblättern. Die schmalen Perigonblätter sind lineal-lanzettlich geformt, zugespitzt, etwa 10 bis 15 mm lang und gelb gefärbt. Häufig krümmen sie sich nach unten. Die Blütenstiele sind kahl oder spärlich behaart.
Der Kleine Gelbstern blüht vorwiegend in den Monaten März bis Mai.
Die Chromosomenzahl beträgt 2n = 24.

## Standortansprüche, Verbreitung und Gefährdung
Gagea minima wächst in Laubmischwäldern und Gebüschen. Er bevorzugt frische, nährstoffreiche und lehmige Böden und gilt als Klassen-Charakterart der Buchen- und sommergrünen Eichenwälder Europas (Querco-Fagetea).
Der Kleine Gelbstern kommt von Skandinavien über Mitteleuropa bis nach Süd- und Südosteuropa vor. Ferner ist er in Kleinasien bis zum Kaukasus zu finden.  Er ist ein eurasisch-kontinentales Florenelement.
In Deutschland ist die Art sehr selten im nordöstlichen und mittleren Gebiet zu finden. In Österreich ist der Kleine Gelbstern selten und stellenweise gefährdet, während er in der Schweiz selten in den nördlichen Kalkketten zu finden ist.